# Kim Addonizio
Kim Addonizio (Washington D. C., 31 de julio de 1954) es una poeta y novelista estadounidense.

## Biografía
Addonizio es hija de la popular tenista Pauline Betz y del reportero deportivo Bob Addie. Ingresó brevemente en la Universidad de Georgetown y en la Universidad Americana antes de abandonar los estudios. Más tarde se mudó a San Francisco donde cursó una licenciatura y una maestría en la Universidad Estatal de San Francisco. Ha sido docente en dicha universidad y en el Goddard College.

## Obra

### Poesía
- What Do Women Want
- Eating Together
- Scary Movies
- The First Line is the Deepest
- Weaponry
- Lucifer at the Starlite. W. W. Norton & Company. 2009. ISBN 978-0-393-06852-8.
- What is this Thing Called Love. W. W. Norton & Company. 2003. ISBN 978-0-393-05726-3.
- Tell Me. BOA Editions. 2000. ISBN 978-1-880238-91-2.
- Jimmy & Rita. BOA Editions. 1997. ISBN 978-1-880238-41-7.
- The Philosopher's Club. BOA Editions. 1994. ISBN 978-1-880238-02-8.

### Ficción
- Little Beauties. Simon & Schuster. 2005. ISBN 978-0-7432-7456-2.
- My Dreams Out in the Street. Simon & Schuster. 2007. ISBN 978-0-7432-9772-1.
- In the box called pleasure: stories. FC2. 1999. ISBN 978-1-57366-081-5.

### No-ficción
- Ordinary Genius: A Guide for the Poet Within. W.W. Norton. 2009.
- Kim Addonizio, Dorianne Laux (1997). The Poet's Companion: A Guide to the Pleasures of Writing Poetry. W. W. Norton & Company. ISBN 978-0-393-31654-4.
- Kim Addonizio, Cheryl Dumesnil, ed. (2002). Dorothy Parker's Elbow: Tattoos on Writers, Writers on Tattoos. Diane Publishing Co. ISBN 978-0-7567-9159-9.
- Kim Addonizio, Jeb Livingood, ed. (2009). Best New Poets 2009: 50 Poems from Emerging Writers. University of Virginia Press. ISBN 978-0-9766296-4-1.

### Antologías
- Billy Collins, ed. (2005). «Chicken». 180 more: extraordinary poems for every day. Random House, Inc. ISBN 978-0-8129-7296-2.
- Sam Hamill, Sally Anderson, ed. (2003). «Cranes in August». Poets against the War. Thunder's Mouth Press. ISBN 978-1-56025-539-0. (enlace roto disponible en Internet Archive; véase el historial, la primera versión y la última).
- Billy Collins, David Lehman, ed. (2006). The best American poetry, 2006. Scribner Poetry. ISBN 978-0-7432-5759-6.
- Kim Addonizio, Laurie Duesing, Dorianne Laux (1987). Three West Coast Women. Five Fingers Poetry.